# Алехандро Гонсалес Іньярріту
Алеха́ндро Гонса́лес Інья́рріту (ісп. Alejandro González Iñárritu, нар. 15 серпня 1963) — мексиканський кінорежисер, сценарист, продюсер та композитор.

## Життєпис

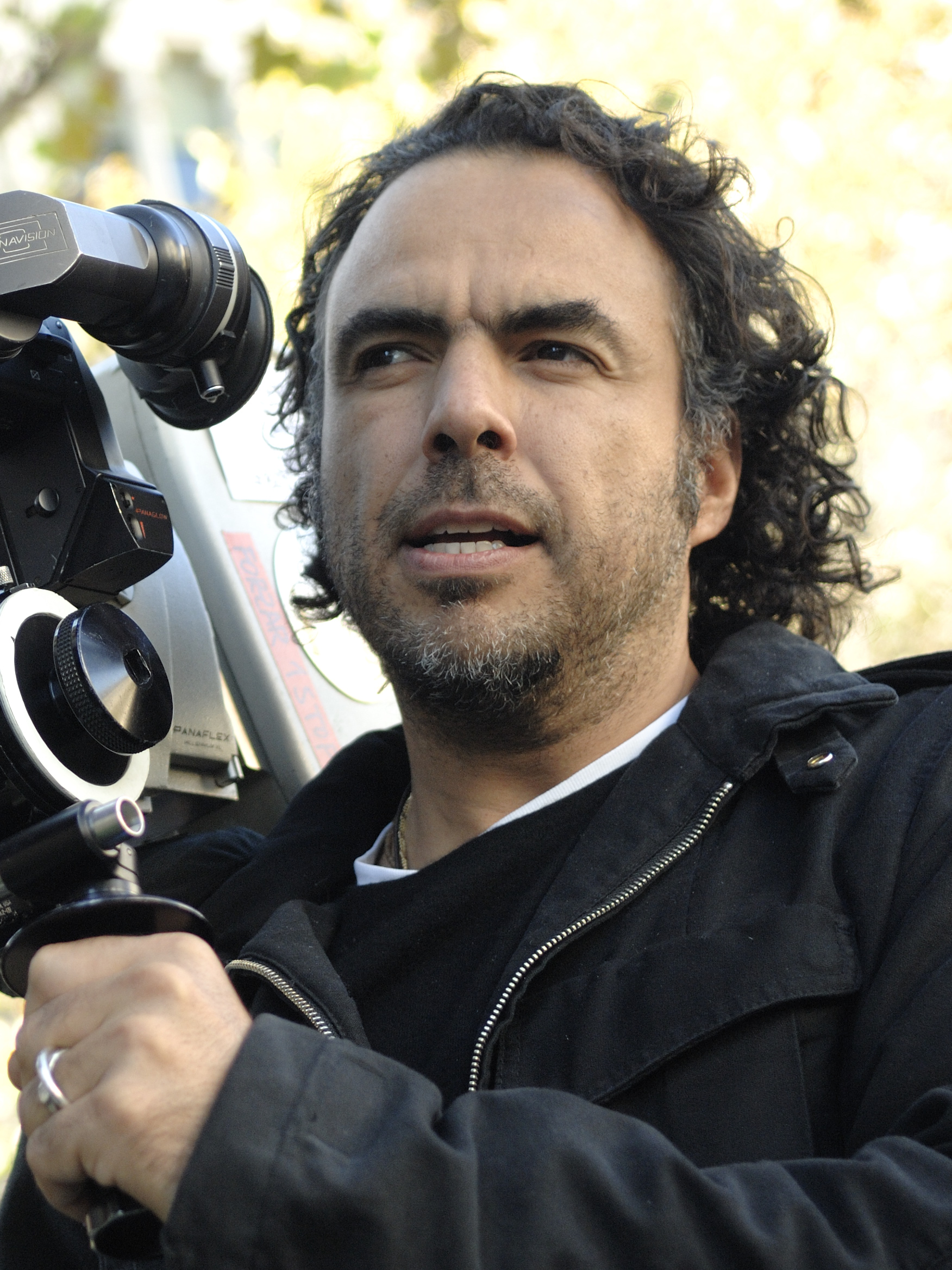
Алехандро Гонсалес Іньярріту, 2008 рік

Алехандро Гонсалес Іньярріту народився 15 серпня 1963 року в Мехіко в родині Ектора Гонсалеса Гами та Лус Марії Іньярріту.
Закінчивши Ібероамериканський Університет, 1984 року почав кар'єру диск-жокея на популярній мексиканській радіостанції WFM. 1988 року почав писати музику до фільмів. Навчався кіномистецтву у штаті Мен та Лос-Анджелесі у польського режисера Людвіка Маргуліса та Джудіт Вестон.
У 1990-х роках він очолював найбільшу у Мексиці телекомпанію «Televisa». На той час йому було 27 і він став наймолодшим з її директорів. 1991 року Іньярріту разом з Мартіном Ернандесом та іншими колегами створив власну продюсерську компанію «Zeta Films», яка випускала рекламу, телепередачі та короткометражні фільми. У той же час він почав писати та знімати рекламні ролики.
1995 року Іньярріту зняв для Televisa свій дебютний телевізійний середньометражний трилер Detrás del Dinero за участю співака Мігеля Босе.
Повнометражний дебют Алехандро по сценарію Гільєрмо Арріаги «Сука любов» (2000) приніс режисеру номінації на престижних кінофестивалях і міжнародну славу. Фільм номінувався на «Оскар» та отримав премію BAFTA як найкращий фільм не англійською мовою. На Каннському кінофестивалі стрічка отримала приз тижня критиків та Young Critics Award.
Знявши рекламний ролик для BMW «Powder Keg» та взявши участь у міжнародному проекті «11 вересня», Іньярріту розпочинає зйомки нового англомовного фільму «21 грам». Виконавці головних ролей у фільмі Наомі Воттс та Бенісіо дель Торо були номіновані на Оскар.
2006 року режисер зняв драму «Вавилон» з Бредом Піттом та Кейт Бланшетт у головних ролях. Стрічка отримала «Золотий глобус» як найкращий драматичний фільм 2006 року, сім номінацій на «Оскар» (зокрема найкращий фільм та найкраща режисура) та приз за найкращу режисуру Каннського кінофестивалю.
«Amores perros», «21 грам» і «Вавилон» складають трилогію Іньярріту про смерть. В усіх стрічках він працював у команді зі сценаристом Гільєрмо Арріагою, композитором Густаво Сантаолалья, оператором Родріго Пр'єто та художником-постановником Бригіттою Броч.
Разом з двома іншими відомими мексиканськими режисерами Гільєрмо дель Торо та Альфонсо Куароном, Іньярріту входить до групи «Three Amigos» під псевдонімом El Negro. 2008 року ця група заснувала кінокомпанію «Cha Cha Cha Films», яка випустила стрічки «Рудо і Курсі» (2008) та «Biutiful» (2010), в яких Іньярріту виступив продюсером та режисером відповідно. Стрічка «Biutiful» брала участь у Каннському кінофестивалі, де отримала приз за найкращу чоловічу роль та номінувався на премію «Оскар-2011» як найкращий іноземний фільм.
2010 року Іньярріту зняв рекламний ролик футбольної тематики «Write the Future» для фірми Nike.
У 2019 році Алехандро Гонсалес Іньярріту було обрано Головою міжнародного журі 72-го Каннського міжнародного кінофестивалю.
Зараз Алехандро Гонсалес Іньярріту живе у Лос-Анджелесі разом з дружиною Марією Еладією Агерман де Гонсалес та двома дітьми — Марією Еладією та Елісео.

## Фільмографія
| Рік  | Українська назва    | Оригінальна назва | У ролі  | У ролі    | У ролі   | Примітка               |
| Рік  | Українська назва    | Оригінальна назва | Режисер | Сценарист | Продюсер | Примітка               |
| ---- | ------------------- | ----------------- | ------- | --------- | -------- | ---------------------- |
| 1996 |                     | El timbre         | Так     | Так       | Так      | короткометражний фільм |
| 2000 | Сука-любов          | Amores perros     | Так     | історія   | Так      | також монтажер         |
| 2001 | Порохова бочка      | Powder Keg        | Так     | Так       | Ні       | короткометражний фільм |
| 2002 | 11 вересня          | 11'901            | Так     | Так       | Так      | Сегмент #07: "Мехіко"  |
| 2003 | 21 грам             | 21 Grams          | Так     | історія   | Так      |                        |
| 2006 | Вавилон             | Babel             | Так     | історія   | Так      |                        |
| 2007 | У кожного своє кіно | Chacun son cinéma | Так     | Так       | Так      | Сегмент: "Анна"        |
| 2008 | Рудо і Курсі        | Rudo y Cursi      | Ні      | Ні        | Так      |                        |
| 2010 | Б'ютифул            | Biutiful          | Так     | Так       | Так      |                        |
| 2012 |                     | Naran Ja          | Так     | Так       | Так      | короткометражний фільм |
| 2014 | Бердмен             | Birdman           | Так     | Так       | Так      |                        |
| 2015 | Легенда Г'ю Гласса  | The Revenant      | Так     | Так       | Так      |                        |
| 2017 | Плоть і пісок       | Flesh and Sand    | Так     | Так       | Ні       | короткометражний фільм |
| 2022 |                     | Bardo             | Так     | Так       | Так      |                        |

## Премії та нагороди

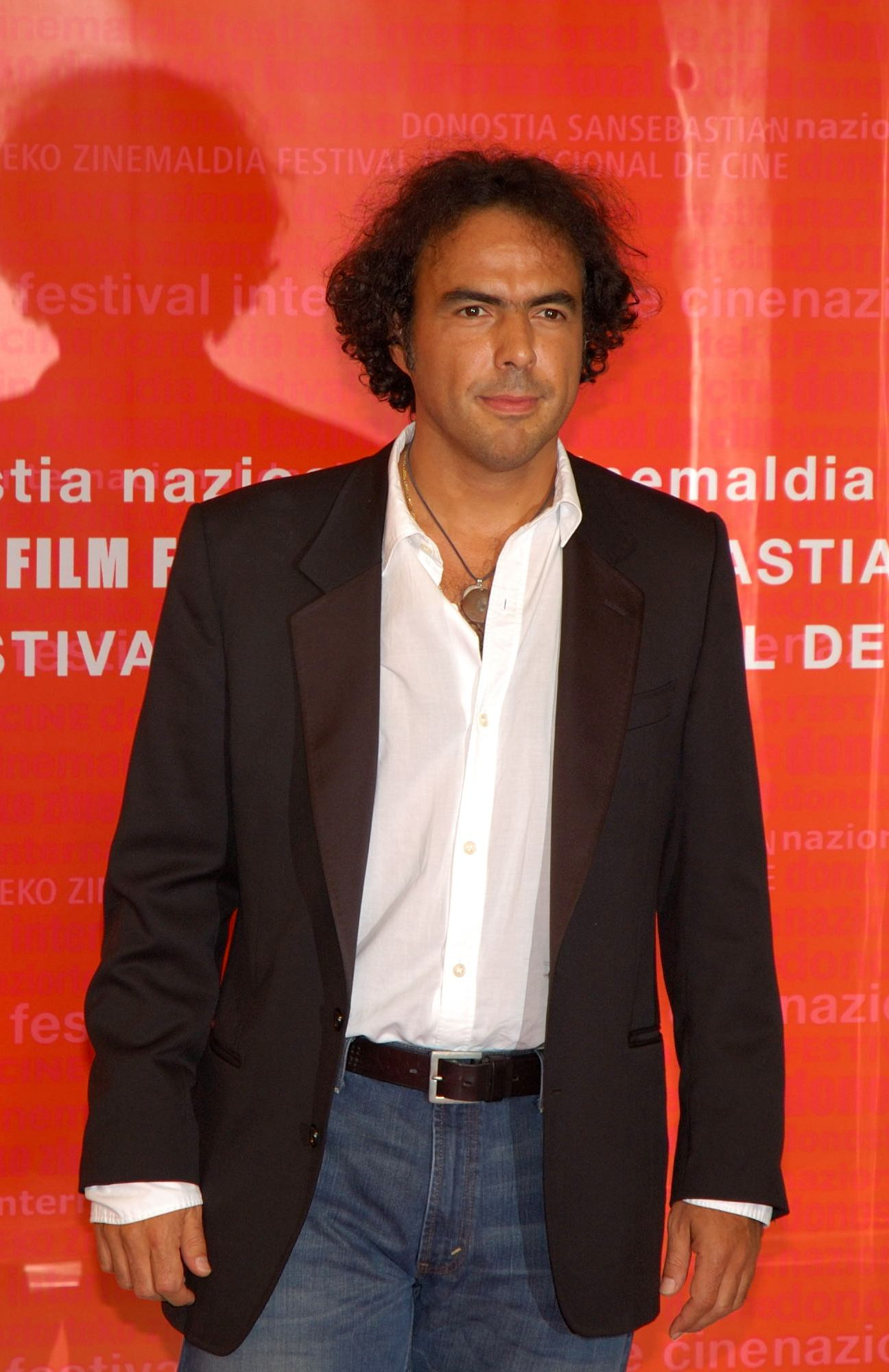
На кінофестивалі в Сан-Себастьяні 2005 року

Загалом Алехандро Гонсалес Іньярріту має 45 нагород та 31 номінацію, зокрема:
- 2017 — Спеціальна премія «Оскар» «у знак визнання візіонерського і потужного досвіду оповідання» (за інсталяцію «Плоть і пісок»).[9][10]
- 2011 — номінація на «Оскар» за найкращий іноземний фільм («Biutiful»)
- 2007 — номінація на «Оскар» за найкращий фільм та найкращу режисуру («Вавилон»)
- 2007 — номінація на «Золотий глобус» за найкращу режисуру («Вавилон»)
- 2007 — номінація на премію BAFTA за найкращий фільм та нагорода імені Девіда Ліна за досягнення в режисурі (за «Вавилон»)
- 2007 — номінація на премію «Сезар» за найкращий іноземний фільм (за «Вавилон»)
- 2006 — нагорода за найкращу режисуру та премія екуменічного журі Каннського кінофестивалю, номінація на «Золоту пальмову гілку» (за «Вавилон»)
- 2005 — номінація на «Сезар» за найкращий іноземний фільм («21 грам»)
- 2004 — премія «Незалежний дух» («21 грам»)
- 2003 — номінація на «Фелікс» («21 грам»)
- 2003 — номінація на «Золотого лева» Венеційського кінофестивалю («21 грам»)
- 2003 — номінація на «Сезар» за найкращий європейський фільм («11 вересня»)
- 2002 — премія ЮНЕСКО Венеційського кінофестивалю («11 вересня»)
- 2002 — номінація на премію «Незалежний дух» («Amores perros»)
- 2002 — премія BAFTA за найкращий фільм іноземною мовою («Сука любов»)
- 2001 — премія «MTV Movie Awards» за найкращий фільм («Сука любов»)
- 2001 — номінація на «Оскар» за найкращий фільм іноземною мовою («Сука любов»)
- 2000 — нагорода тижня критиків та молодих критиків на Каннському кінофестивалі («Сука любов»)